# Картедж (Південна Дакота)
Картедж (англ. Carthage) — місто (англ. city) в США, в окрузі Майнер штату Південна Дакота. Населення — 127 осіб (2020).

## Географія
Картедж розташований за координатами 44°9′52″ пн. ш. 97°42′54″ зх. д. / 44.16444° пн. ш. 97.71500° зх. д. (44.164394, -97.715054).  За даними Бюро перепису населення США в 2010 році місто мало площу 3,86 км², з яких 3,78 км² — суходіл та 0,08 км² — водойми.

## Демографія
Згідно з переписом 2010 року, у місті мешкали 144 особи в 80 домогосподарствах у складі 37 родин. Густота населення становила 37 осіб/км².  Було 136 помешкань (35/км²).
Расовий склад населення:
| - 96,5 % — білих - 0,7 % — азіатів |

До двох чи більше рас належало 2,8 %. Частка іспаномовних становила 0,0 % від усіх жителів.
За віковим діапазоном населення розподілялося таким чином: 16,0 % — особи молодші 18 років, 58,3 % — особи у віці 18—64 років, 25,7 % — особи у віці 65 років та старші. Медіана віку мешканця становила 52,3 року. На 100 осіб жіночої статі у місті припадало 102,8 чоловіків;  на 100 жінок у віці від 18 років та старших — 101,7 чоловіків також старших 18 років.
Середній дохід на одне домашнє господарство  становив 42 147 доларів США (медіана — 30 714), а середній дохід на одну сім'ю — 58 034 долари (медіана — 42 857). Медіана доходів становила 33 125 доларів для чоловіків та 25 000 доларів для жінок. За межею бідності перебувало 14,5 % осіб, у тому числі 18,8 % дітей у віці до 18 років та 2,2 % осіб у віці 65 років та старших.
Цивільне працевлаштоване населення становило 89 осіб. Основні галузі зайнятості: виробництво — 18,0 %, освіта, охорона здоров'я та соціальна допомога — 18,0 %, сільське господарство, лісництво, риболовля — 18,0 %.